# Oberseebach

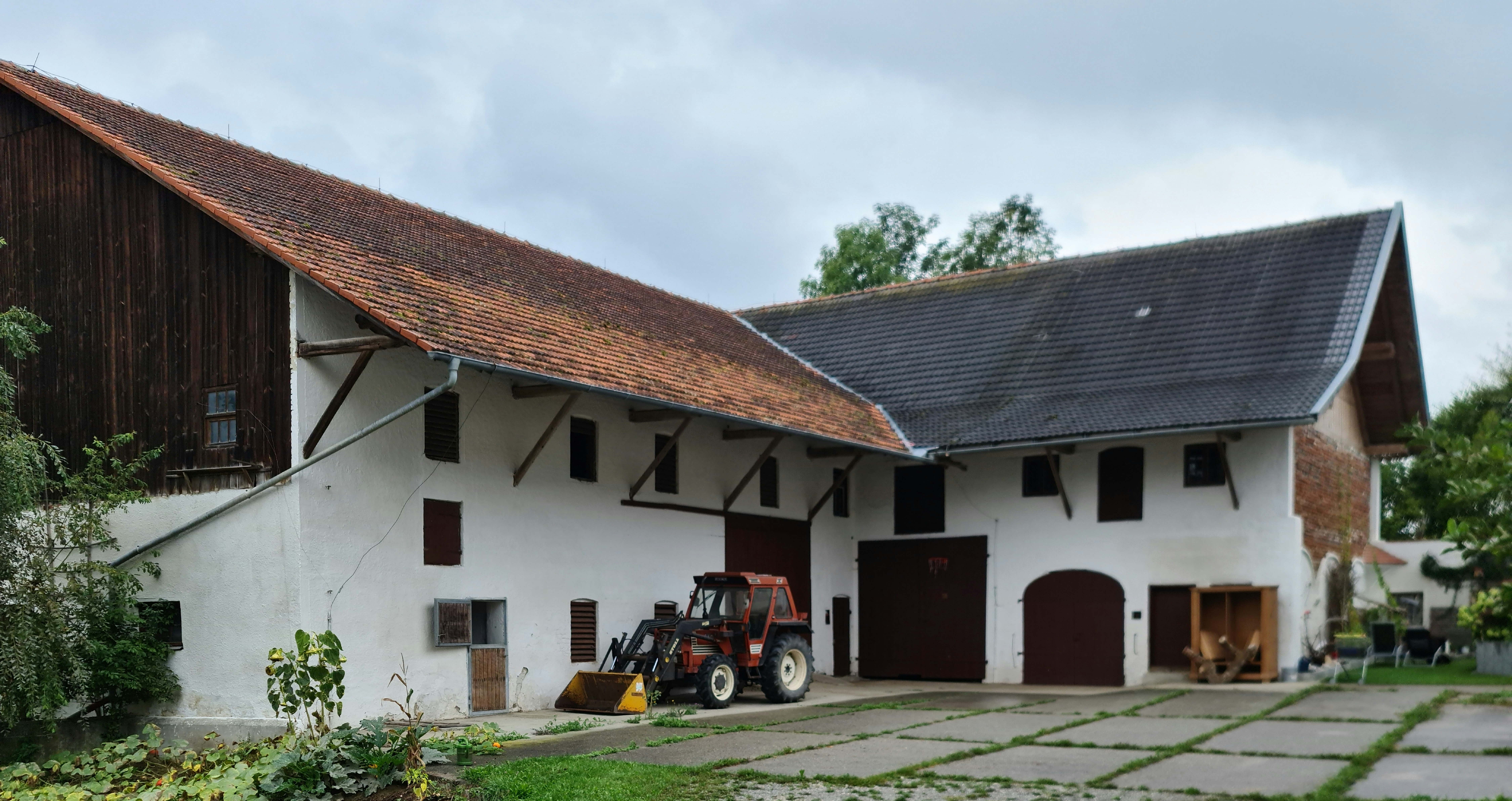
Oberseebach 2, Wirtschaftsteil

Oberseebach ist ein Gemeindeteil der Stadt Dorfen im oberbayerischen Landkreis Erding.

## Lage
Die Einöde Oberseebach liegt auf der Gemarkung Zeilhofen, 3,7 Kilometer nordwestlich von Dorfen. 

## Bevölkerungsentwicklung
Um 1871 gab es in Oberseebach 29 Einwohner. Im Mai 1987 lebten dort zwölf Einwohner in zwei Wohngebäuden.
| Jahr      | 1871 | 1925 | 1950 | 1970 | 1987 |
| Einwohner | 29   | 20   | 24   | 11   | 12   |